# Vincristina
La vincristina, conocida anteriormente como leurocristina, es un alcaloide de la planta floreciente llamada vincapervinca (Catharanthus roseus, anteriormente Vinca rosea L.). En forma de «sulfato de vincristina» es un fármaco utilizado contra la leucemia aguda.

## Descripción
La fórmula empírica del sulfato de vincristina es C46H56N4O10 H2SO4.
A la vincristina se le conoce también con los nombres LCR y VCR. Para uso farmacológico es un polvo amorfo de color blanco soluble en metanol y en agua, pero poco soluble en alcohol etílico al 95%. En su forma de sulfato de vincristina, en etanol al 98%, tiene un espectro ultravioleta con máximos a 221 nm (E + 47100)

## Uso en terapéutica
El sulfato de vincristina está indicado en leucemia aguda. En combinación con otros oncolíticos se usa para tratar la enfermedad de Hodgkin, linfomas malignos no Hodgkin, rabdomiosarcoma, neuroblastoma, tumor de Wilms, sarcoma osteógeno, cáncer de mama. En veterinaria se utiliza para el tratamiento quimioterápico del tumor venéreo transmisible en caninos y para aumentar el número de plaquetas en caninos o felinos que presentan trombocitopenia severa idiopática.

## Farmacología
La vincristina entra a la célula a través de un mecanismo de transporte y se enlaza a proteínas tubulares. Durante la metafase de la mitosis, el fármaco inhibe la polimerización de la tubulina a microtúbulos. En virtud de la presencia de la vincristina en el interior de la célula durante el ciclo completo celular se ve posible la aparición de citotoxicidad en la fase S. No se han visto estos efectos antes de iniciar la mitosis.

### Metabolismo
La vincristina es metabolizada principalmente en el hígado. Cerca de un 45 % de la dosis administrada es convertida en este lugar a metabolitos y productos de desecho.

### Excreción
Al pasar 48 horas, un 50 % de la dosis es retenida en el cuerpo; a las 72 horas puede detectarse vincristina en la orina. También se excreta vía biliar y por las heces.

### Reacciones secundarias
La vincristina puede causar leucopenia y anemia además de trombocitosis temporal.
El efecto secundario más importante de la vincristina es la neurotoxicidad dependiente de la dosis. Los síntomas están relacionados con la alteración del sistema nervioso central y periférico.

## Interacciones
La vincristina puede ser utilizada en combinación con otros agentes citostáticos como el metotrexato. Las interacciones entre la vincristina y los agentes alquilantes y el metrotexato durante el ciclo celular, pueden producir una elevación del efecto citotóxico total.

## Precauciones especiales
La vincristina puede tener un efecto teratógeno potencial u otros efectos adversos sobre el feto. Se está estudiando los efectos de la droga sobre la fertilidad humana.

## Dosificación
Para una máxima eficacia terapéutica este fármaco debe usarse en una dosis que cause mínima toxicidad con una máxima efectividad. Su margen de seguridad es muy estrecho; la dosis de máxima efectividad está muy próxima a la tóxica letal. Las dosis de los citotóxicos se calculan sobre la base de la superficie corporal, porque la irrigación a los órganos base de la activación, metabolismo, desintoxicación y excreción, como son hígado y riñón, está más relacionada con la superficie corporal que con el peso. Los animales de pequeño peso tienen una superficie corporal mayor a los de talla grande. Considerando que la dosis calculada sobre la base de superficie corporal (mg/m²) es mayor para un animal pequeño con relación a uno grande, se ha probado en caninos con TVT de ocurrencia natural, la quimioterapia con vincristina en dosis de 0,03 mg/kg i.v. cada 7 días, la cual ha mostrado ser en forma práctica de máxima eficiencia terapéutica.
La dosis óptima es la que permite una adecuada eliminación de las células neoplásicas, teniendo una acción no deteriorante sobre las células orgánicas normales susceptibles. El tiempo entre una y otra dosis es crítico, pues debe ser suficiente para permitir la recuperación de células normales del individuo, pero no la de células tumorales que no fueron afectadas por el tratamiento anterior, para evitar que puedan desarrollar resistencia al fármaco. La administración de una sola dosis produce su efecto terapéutico esperado, pero si no se continua con el siguiente ciclo se produce una rápida recuperación del volumen tumoral, incluso a mayor volumen tumoral que el inicial. La literatura menciona la posibilidad de fenómenos de resistencia, cruzada y pleiotrópica, y un mecanismo que tiene relación con mutaciones de la tubulina, que impiden que la unión sea efectiva. En la experiencia práctica no se ha observado ningún fenómeno de resistencia.
Este fármaco es un componente de la quimioterapia de combinación MOPP.